# Albert C.L.G. Günther
Albrecht Karl Ludwig Gotthilf Günther (Albert Charles Lewis Gotthilf Gunther, ur. 3 października 1830 w Esslingen am Neckar, zm. 1 lutego 1914 w Kew Gardens) – brytyjski zoolog niemieckiego pochodzenia.

## Życiorys
Studiował teologię w Bonn i Berlinie, a następnie medycynę w Tybindze. Od 1857 roku pracował w British Museum, gdzie zajmował się ichtiologią. Po śmierci Johna Edwarda Graya w 1875 roku został kustoszem zoologii w Muzeum Historii Naturalnej w Londynie i piastował to stanowisko do 1895 roku. Dziełem jego życia był ośmiotomowy Catalogue of Fishes (1859–1870). Poza ichtiologią zajmował się też herpetologią. W 1864 roku założył „Record of Zoological Literature” i był redaktorem wydawnictwa przez kolejne sześć lat. Od 1867 był członkiem Royal Society i wiceprzewodniczącym w latach 1875–76. W 1877 roku wybrany na członka Linnean Society of London, przewodniczący w latach 1896–1900. W 1874 roku przyjął obywatelstwo brytyjskie, zmieniając niemieckie imiona Carl Ludwig na brytyjskie: Charles Lewis. Jego synem był Robert Gunther (1869–1940), historyk nauki.

## Prace
- Günther, Albert (1858) Handbuch der Medicinischen Zoologie.
- Günther, Albert (1858) Catalogue of the Batrachia salientia in the collection of the British Museum. London.
- Günther, Albert (1858) On the geographical distribution of reptiles. Proc Zool Soc London.
- Günther, Albert (1859-70) Catalogue of the Fishes in the British Museum, eight volumes.
- Günther, Albert (1863) On new specimens of Snakes in the collection of the British Museum. Sep. Annals Mag. Nat. Hist., 1-6.
- Günther, Albert (1863) Third account of new species of snakes in the collection of the British Museum. Sep. Annals Mag. Nat. Hist., 1-17.
- Günther, Albert (1864) Report on a collection of Reptiles and Fishes made by Dr. Kirk in the Zambesi and Nyassa regions. Sep. Proc. Zool. Soc. London, 1-12.
- Günther, Albert (1864) Descriptions of new species of Batrachians from West Africa. Sep. Proc. Zool. Soc. London, 1-4. Folha manuscrita por Bocage no interior com descrição de Cystignathus Bocagei de Bolama.
- Günther, Albert (1865) Fourth account of new species of snakes in the collection of the British Museum. Sep. Annals Mag. Nat. Hist., 1-10.
- Günther, Albert (1867) Contribution to the anatomy of Hatteria (Rhynchocephalus, Owen). Sep. Philosophical Transactions, II: 1-36.
- Günther, Albert (1867) Descriptions of some new or little-known species of Fishes in the collection of the British Museum. Proceedings of the Zoological Society of London, Jan. 24: 99-104, 1 estampa.
- Günther, Albert (1868) First account of species of tailless Batrachians added to the collection of the British Museum. Proc. Zool. Soc. London, III: 478-490.
- Günther, Albert (1868) Sixth account of new species of snakes in the collection of the British Museum. Sep. Annals Mag. Nat. Hist., 1-17.
- Günther, Alfred (1868) First account of species of Tailless Batrachians added to the collection of the British Museum. Proceedings of the Zoological Society of London (III), June 25: 478-490. 4 pranchas.
- Günther, Alfred (1868) Report on a collection of Fishes made at St. Helena by J.C. Meliss. Proceedings of the Zoological Society of London (II): 225-228.1 estampa.
- Günther, Alfred (1868) Descriptions of freshwater Fishes made from Surinam and Brazil. Proceedings of the Zoological Society of London (II): 229-246. 3 estampas.
- Günther, Albert (1872) Seventh account of new species of snakes in the collection of the British Museum. Annals Mag. Nat. Hist., 13-37.
- Günther, Albert (1874) Description of a new European species of Zootoca. Annals and Magazine of Natural History, August.
- GUNTHER, Albert (1874) Descriptions of some new or imperfectly known species of Reptiles from the Camaroon Mountains. Proceedings of the Zoological Society of London, June 16: 444-445. Plate 56 – Chamaeleon montium Buckholz, 1874. B – juvenil. Pl. 57: Rhampholeon spectrum Buckholz e Bothrolycus ater sp. nov. . Del. G.H. Ford..
- GUNTHER, Albert (1875) Second report on collection of Indian Reptiles obtained by the British Museum. Proceedings of the Zoological Society of London, March 16: 224-234. Plates XXX-XXXIV. Col. Tenente Beddome no Sul da Índia e Dr. Jerdon no Norte e nos Himalaias. Plate 30 – Calotes grandisquamis Gunther, 1875 – col. Bedomme no sopé do Canoot Ghat; Pl. XXXIV – Trimeresurus jerdoni sp. nov. – Jerdon, Khassya. G.H. Ford del.
- Günther, Albert (1875) Third report on collections of Indian Reptiles obtained by the British Museum. From the Proceedings of the Zoological Society of London: 567-577. 4 estampas.
- Günther, Albert (1876) Statement regarding dr. Welwitsch's Angola Reptiles. Jornal de Sciencias Mathematicas, Physicas e Naturaes, Academia Real das Sciencias de Lisboa, V (20): 275-276. Welwitsch. Seguem declarações de J.V. Barboza du Bocage.
- Günther, Albert (1876) Notes on a small collection brought by Lieut. L. Cameron, from Angola. Proceedings of the Zoological Society of London, pág. 678. Herpetologia. Ahaetulla dorsalis (Bocage). Reptilia. Serpentes.
- Günther, A. (1876) Remarks on some Indian and, more especially, Bornean Mammals. Proceedings of the Zoological Society of London, III: 424-428. Plate XXXVII – Viverra megaspila Blyth, 1863. J.G. Keulemans del.
- Günther, A. (1876) Carta para Bocage, do Zoological Department (British Museum), 26 de Junho, a falar de Welwitsch. Arquivo histórico do Museu Bocage, CE/G-88.
- Günther, A. (1877) Notice of two large extinct lizards formerly inhabiting the Mascarene Islands. Sep. Linnean Society's Journal – Zoology, vol. 13: 321-328.
- Günther, Albert (1878) – On Reptiles from Midian collected by Major Burton. From the Proceedings of the Zoological Society of London: 977-978. 1 estampa.
- Günther, A. (1879) The extinct reptiles of Rodriguez. Sep. Philosoph. Trans. Roy. Soc, 168 (extra-vol.), London: 470-472.
- GUNTHER, Albert (1879) List of the Mammals, Reptiles, and Batrachians sent by Mr. Everett from the Philippine Islands. Proceedings of the Zoological Society, London, January 14: 74-79. Plate IV – Dendrophis philippinensis Gunther, 1879 – Norte de Mindanao . Del. R. Mintern.
- GUNTHER, Albert (1882) Observations on some rare Reptiles and a Batrachian now or lately living in the Society's Menagerie. Transactions of the Zoological Society, London VI, part VII (1): 215-222, pl. 42-46. Chelys fimbriata (Schneid.) – a Matamata habita as águas estagnada do Brasil e Guiana. Pl. 43-44: Metopoceros cornutus (Wagler). A imagem representa o segundo exemplar chegado aos museus da Europa, o primeiro pertencia ao Museu de Paris e tinha vindo de San Domingo. Deste não se conhece a proveniência exacta. Ceratothrys ornata (Bell). Tejus rufescens – Mendoza.
- Günther, A. (1884) Contributions to our Knowledge of Hydromedusa, a genus of South-American freshwater Turtles. Annals and Magazine of Natural History, Fifth Series, Volume XIV: 421-425. Plate XIV.
- Günther, A. (1884) Note on some East-African Antelopes supposed to be new. Annals and Magazine of Natural History, Fifth Series, Volume XIV: 425-429.
- Günther, Albert (1885) – Note on a supposed melanotic variety of the Leopard, from South Africa. From the Proceedings of the Zoological Society of London, March 3: 243-245, estampa de Felis leopardus.
- Günther, A. (1888) Contribution to the knowledge of Snakes of Tropical Africa. Annals Mag. Nat. Hist., (6) 1: 322-335. Ahoetulla bocagei, sp. nov.. Angola.
- Günther, A. (1888) Report on a collection of Reptiles and Batrachians sent by Emin Pasha from Monbuttu, Upper Congo. Proc. Zool. Soc. London, 50-51.
- Günther, A. (1895) Notice of Reptiles and Batrachians collected in the Eastern Half of Tropical Africa. Annals Mag. Nat. Hist., (6) 15: 523-529.